# Hermenegild von Francesconi

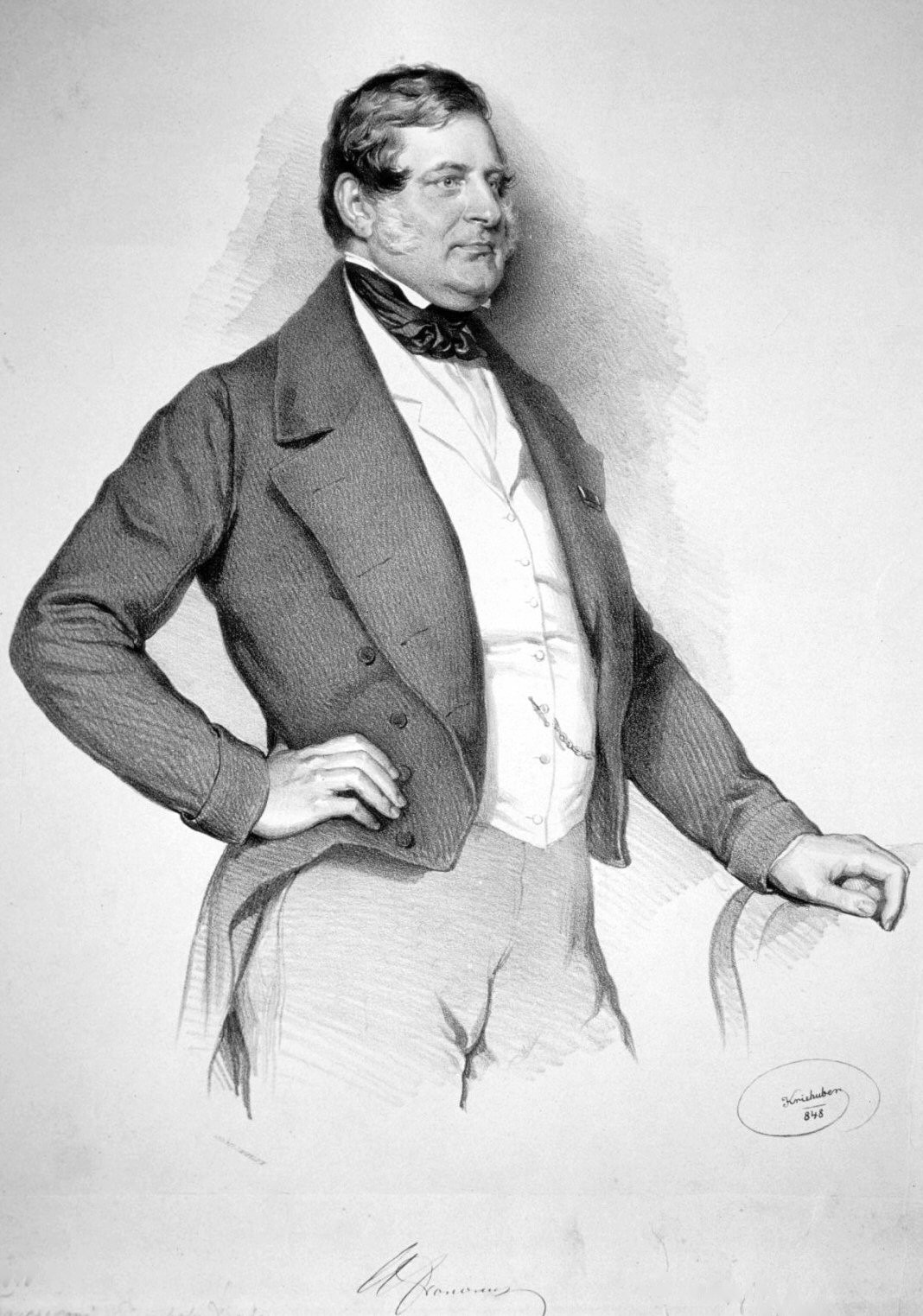
Hermenegild Ritter von Francesconi, Lithographie von Joseph Kriehuber (1848)

Hermenegild Ritter von Francesconi, italienisch Ermenegildo Daniele Francesconi, (* 9. Oktober 1795 in Cordignano, Venetien; † 8. Juni 1862 in Sacile, Venetien) war ein österreichischer Eisenbahningenieur.

## Leben und Wirken

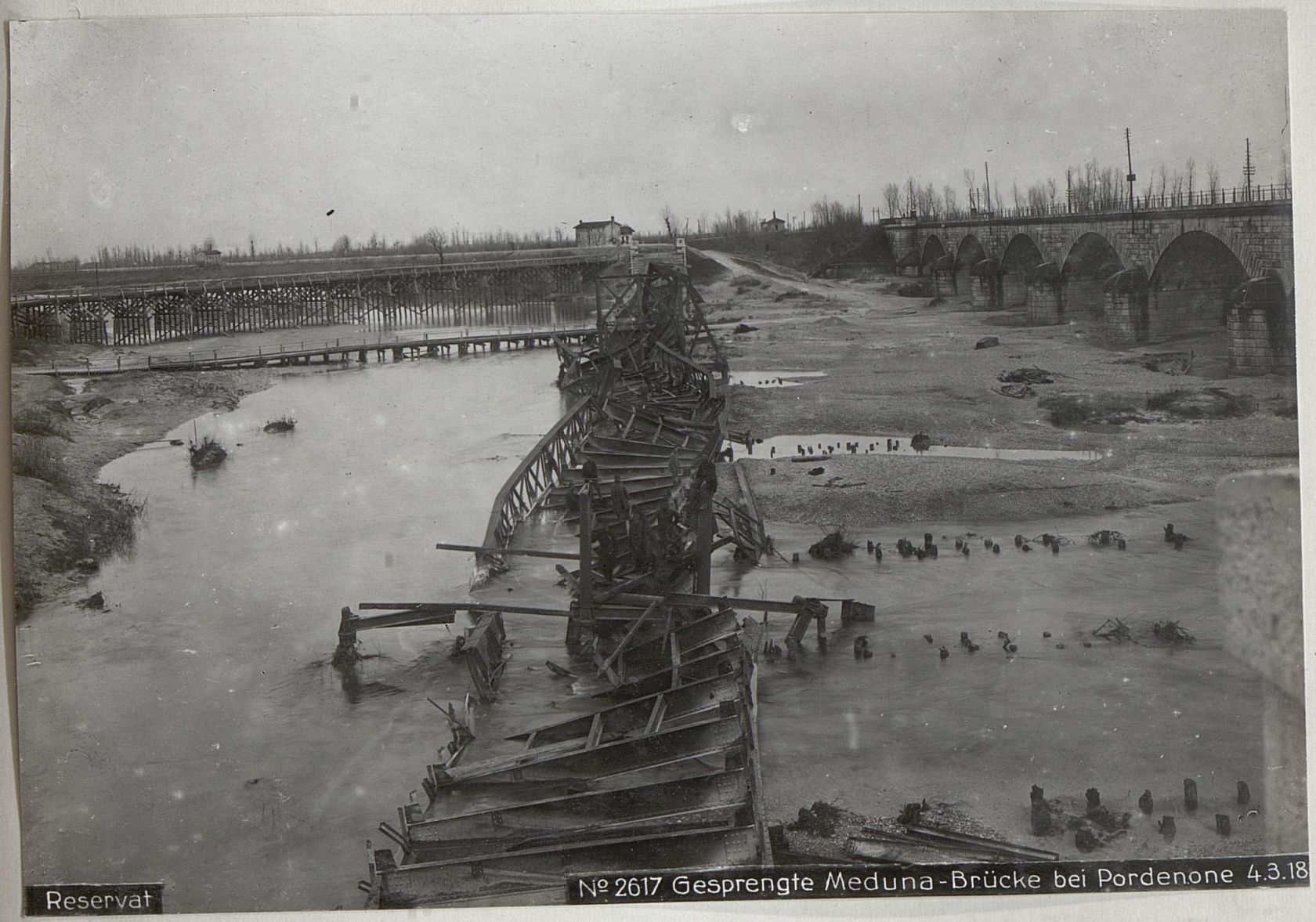
Im Ersten Weltkrieg gesprengte Brücke bei Pordenone; rechts im Hintergrund die von Francesconi entworfene und gebaute Eisenbahnbrücke.

Francesconi stammte aus Venetien, das von 1797 bis 1866 zum Kaisertum Österreich gehörte. Nach dem Besuch der Artillerie-Ingenieurschule Modena trat er im Jahre 1815 als Pionieroffizier in das österreichische Geniekorps ein. Hierbei war er unter anderem mit dem Entwurf und Bau der Eisenbahnbrücke von Pordenone über die Meduna beschäftigt.
Danach trat er im Jahre 1822 in den Dienst der Baudirektion von Venedig und ging somit in die staatliche Bauverwaltung über, wo er anfangs mit Wasser-, Hafen- und Straßenbauten beschäftigt war, ehe er im Jahre 1829 zum Hofbaurat ernannt wurde. Als solcher hatte er einen bestimmten Einfluss auf die Flussregulierungen der Donau in Wien, Pressburg und Budapest, ehe er 1836 die Leitung der Vorarbeiten zur ersten österreichischen Lokomotivbahn, der Kaiser-Ferdinands-Nordbahn, übernahm. Dabei war er als Vertrauensmann des Hofkammerpräsidenten Karl Friedrich von Kübeck für die vorbereitenden Arbeiten für die Herstellung eines Staatsbahnnetzes betraut und verfasste zudem den Organisationsentwurf für die Generaldirektion der 1842 gegründeten österreichischen Staatsbahnen. Als deren Vorstand hatte er die Oberleitung über alle damals ausgeführten Staatsbahnen und fand bei der Erstellung des Schienennetzes auch eine Lösung für die Überschienung des Semmerings und war maßgeblich für den Bau der Semmeringbahn, die ab 1848 durch Carl von Ghega gebaut wurde, verantwortlich. Sein Amt als Generalinspektor der Kaiser-Ferdinands-Nordbahn hatte Francesconi bis zu seinem Tod im Jahre 1862 inne.
Der am 8. Juni 1862 im Alter 66 Jahren in Sacile verstorbene Francesconi wurde im Jahre 1847 nobilitiert. Seine Tochter Elisabeth war seit 1846 mit dem Augenarzt Ignaz Gulz verheiratet.